# Baghanis
Baghanis (in armeno Բաղանիս?, anche chiamata Baganis) è un comune dell'Armenia di 871 abitanti (2001) della provincia di Tavush.